# مسیج‌پد
مسیج‌پد یک مجموعه از دستیارهای دیجیتال شخصی است که توسط شرکت اپل برای سیستم‌عامل نیوتن در سال ۱۹۹۳ ساخته شده است. برخی از مهندسی‌های الکترونیکی و ساخت دستگاه‌های مسیج‌پدِ اپل توسط شرکت شارپ در ژاپن انجام شد. این دستگاه‌ها مبتنی بر پردازندهٔ ARM 610 RISC هستند و همگی دارای نرم‌افزار تشخیص دست‌خط بوده و توسط اپل تولید و به بازار عرضه شده‌اند.

## تاریخچه
توسعهٔ مسیج‌پد نیوتن اولین بار زمانی آغاز شد که معاون پژوهش و توسعهٔ شرکت اپل یعنی «ژان لوئیس گاسی» و تیمش توسعهٔ مسیج‌پد را به‌طور مخفیانه شروع می‌کنند تا اینکه سرانجام در اواخر ۱۹۹۰ برای هیئت مدیره اپل، این موضوع آشکار شد.
به‌خاطر اختلافات گاسی و هیئت مدیره، ساکومن که از اعضای تیم پژوهش و توسعه بود، در ۲ مارس ۱۹۹۰ توسعهٔ مسیج‌پد را متوقف کرد.
بیل اتکینسون، مدیر اجرایی اپل مسئول رابط گرافیکی شرکت لیزا، افرادی متخصص را دعوت کرد و برای توسعهٔ دوبارهٔ مسیج‌پد با آن‌ها وارد مذاکره شد. در آنجا یکی پیشنهاد کرد که اگر ویژگی‌های جدیدی از جمله کتابخانه‌ها، موزه‌ها، پایگاه داده‌ها یا بایگانی‌های سازمانی اضافه شوند، این اجازه را به مشتریان می‌دهد تا از طریق زبانه‌ها و پنجره‌هایی که در دستگاه است گشت و گذار کنند. بعداً هیئت پیشنهاد وی را تأیید کرد.
ولین مسیج‌پد در تاریخ ۲۹ مه ۱۹۹۳ توسط جان اسکلی در نمایشگاه بین‌المللی سی‌ئی‌اس شیکاگو رونمایی شد. اما با اینحال اسکالی خیلی زود تحت فشار قرار گرفت، چرا که مسیج‌پد، ۱۴ ماه دیگر رسماً در ۲ اوت ۱۹۹۳ به تولید انبوه نرسید.
بیش از ۵۰۰۰۰ واحد در اواخر نوامبر ۱۹۹۳ با قیمت ۹۰۰ تا ۱۵۶۹ دلار فروخته شد.